# 2021—2022年澳洲地區熱帶氣旋季
2021－22年澳洲地區熱帶氣旋季，泛指在2021年7月至2022年6月內的任何時間在澳洲所產生的熱帶氣旋。大部份於澳洲地區的熱帶氣旋通常都會於11月至4月期間形成。
本條目的範圍僅侷限於赤道以南，東經90度-160度以內的澳洲地區水域。這範圍包括了澳大利亞、巴布亞新幾內亞、所羅門群島的西部地區、東帝汶和印度尼西亞的南部地區。在澳洲地區產生的熱帶氣旋是由澳洲、印尼和巴布亞新畿內亞命名，而美國聯合颱風警報中心會把在該地區的熱帶低氣壓的編號以S或P字母作結。
以下各熱帶氣旋資訊以熱帶氣旋存在期間的最強形態為準。

## 已被國際命名的熱帶氣旋

### 熱帶氣旋帕迪（Paddy）
11月17日，澳大利亞國家氣象局將位在雅加達西南方的低壓區升格為熱帶低氣壓，給予編號02U。晚間8時，美國海軍研究實驗室給予擾動編號90S。
11月22日上午11時，聯合颱風警報中心直接將評級提升為「高」，並對其發布熱帶氣旋形成警報。中午12時，澳大利亞國家氣象局將其升格為一級熱帶氣旋，並命名為帕迪（Paddy）。下午3時，聯合颱風警報中心將其升格為熱帶風暴，給予熱帶氣旋編號01S。
11月23日下午6時，澳大利亞國家氣象局將其降格熱帶低氣壓，聯合颱風警報中心發布最終警告。
聯合颱風警報中心在10月28日發布的最佳路徑中，將其巔峰風速上調至45節（每小時85公里）。

### 熱帶氣旋特拉泰（Teratai）
11月30日，一個低壓在蘇門答臘島西南方形成，美國海軍研究實驗室給予擾動編號92S。上午8時，澳大利亞國家氣象局將其升格為熱帶低氣壓，給予編號05U。
12月1日下午3時，聯合颱風警報中心將其升格為熱帶風暴，給予熱帶氣旋編號02S。
12月2日凌晨3時，雅加達熱帶氣旋警告中心將其升格為一級熱帶氣旋，並命名為特拉泰（Teratai）。下午6時，澳大利亞氣象局將其降格為後熱帶氣旋。
12月8日凌晨3時，聯合颱風警報中心再度將其升格為熱帶風暴。
12月9日上午9時，聯合颱風警報中心發布最終警告。
聯合颱風警報中心在10月28日發布的最佳路徑中，將其巔峰風速上調至45節（每小時85公里）。

### 熱帶氣旋魯比（Ruby）
12月7日，一個低壓在索羅門群島霍尼亞拉以西形成，美國海軍研究實驗室給予擾動編號93P。
12月9日凌晨4時，澳大利亞國家氣象局將其升格為熱帶低氣壓，給予編號07U。
12月12日凌晨3時，聯合颱風警報中心將其升格為熱帶風暴，給予熱帶氣旋編號03P。上午11時，澳大利亞國家氣象局將其升格為一級熱帶氣旋，並命名為魯比（Ruby）。
12月13日凌晨2時，澳大利亞國家氣象局將其升格為二級熱帶氣旋。同時，聯合颱風警報中心將其升格為一級熱帶氣旋。下午5時，系統離開澳大利亞國家氣象局責任範圍，因此改由斐濟氣象部門接續發報。

### 熱帶氣旋賽斯（Seth）
12月23日，一個低壓在阿拉弗拉海北部形成，美國海軍研究實驗室給予擾動編號97S。
12月24日，澳大利亞國家氣象局將其升格為熱帶低氣壓，給予編號08U。
12月25日上午10時，聯合颱風警報中心將其評級提升為「高」，並對其發布熱帶氣旋形成警報。
12月26日，聯合颱風警報中心取消熱帶氣旋形成警報，並將其評級降為「低」。
12月28日，聯合颱風警報中心再度將其評級提升為「中」。
12月30日，聯合颱風警報中心再度將其評級提升為「高」，並對其發布熱帶氣旋形成警報。
12月31日中午12時，澳大利亞國家氣象局將其升格為一級熱帶氣旋，並命名為賽斯（Seth）。同時，聯合颱風警報中心將其升格為副熱帶風暴，並再度取消熱帶氣旋形成警報，改為副熱帶氣旋評級「中」。晚間8時，聯合颱風警報中心判定其已轉化為熱帶風暴，給予熱帶氣旋編號04P。
1月1日下午9時，聯合颱風警報中心發布最終警告。
1月2日下午4時，澳大利亞氣象局將其降格為後熱帶氣旋。
聯合颱風警報中心在10月28日發布的最佳路徑中，將其巔峰風速下調至50節（每小時95公里）。

### 熱帶氣旋蒂芙尼（Tiffany）
1月4日，一個低壓在珊瑚海北部形成，美國海軍研究實驗室給予擾動編號90P。
1月8日，澳大利亞國家氣象局將其升格為熱帶性低氣壓，給予編號10U。
1月9日上午8時，聯合颱風警報中心將其升格為熱帶風暴，給予熱帶氣旋編號06P。下午2時，澳大利亞國家氣象局將其升格為一級熱帶氣旋，並命名為蒂芙尼（Tiffany）。晚間8時，澳大利亞國家氣象局將其升格為二級熱帶氣旋。
1月10日凌晨2時，聯合颱風警報中心將其升格為一級熱帶氣旋。上午11時，澳大利亞國家氣象局將其降格為一級熱帶氣旋。下午2時，聯合颱風警報中心將其降格為熱帶風暴。
1月12日下午6時，聯合颱風警報中心發布最終警告。同時，澳大利亞國家氣象局將其降格為後熱帶氣旋。
聯合颱風警報中心在10月28日發布的最佳路徑中，將其巔峰風速下調至60節（每小時110公里）。

### 強烈熱帶氣旋弗農（Vernon）
2月23日，一個低壓在科科斯群島東南方形成，美國海軍研究實驗室給予擾動編號90S。下午2時，澳大利亞國家氣象局將其升格為熱帶性低氣壓，給予編號22U。
2月25日上午9時，澳大利亞國家氣象局將其升格為一級熱帶氣旋，並命名為弗農(Vernon)。下午3時，澳大利亞國家氣象局將其升格為二級熱帶氣旋。同時，聯合颱風警報中心將其升格為熱帶風暴，給予熱帶氣旋編號14S。晚間9時，聯合颱風警報中心將其升格為一級熱帶氣旋。
2月26日上午7時，澳大利亞國家氣象局將其升格為三級強烈熱帶氣旋。上午9時，澳大利亞國家氣象局將其升格為四級強烈熱帶氣旋。同時，聯合颱風警報中心將其直接升格為三級熱帶氣旋。下午2時，系統離開澳大利亞國家氣象局責任範圍，因此改由留尼旺氣象部接續發報。
聯合颱風警報中心在10月28日發布的最佳路徑中，將其在澳大利亞責任區內的風速上調至110節（每小時205公里）。

### 熱帶氣旋阿尼卡（Anika）
2月23日，一個低壓在澳洲達爾文以西形成，美國海軍研究實驗室給予擾動編號99S。
2月24日中午12時，澳大利亞國家氣象局將其升格為熱帶性低氣壓，給予編號23U。
2月25日晚間9時，聯合颱風警報中心將其升格為熱帶風暴，給予熱帶氣旋編號15S。
2月26日凌晨12時，澳大利亞國家氣象局將其升格為一級熱帶氣旋，並命名為阿尼卡（Anika）。晚間9時，澳大利亞國家氣象局將其升格為二級熱帶氣旋。
2月27日凌晨1時，澳大利亞國家氣象局將其降格為一級熱帶氣旋。下午3時，澳大利亞氣象局將其降格為後熱帶氣旋。同時，聯合颱風警報中心發布最終警告。
3月2日凌晨3時，聯合颱風警報中心再度將其升格為熱帶風暴。晚間6時，澳大利亞國家氣象局再度將其升格為一級熱帶氣旋。
3月3日凌晨12時，澳大利亞氣象局將其再度降格為後熱帶氣旋。
事後，澳大利亞國家氣象局將其第一次巔峰氣壓下調至986百帕，第二次巔峰上調至50節（每小時95公里），氣壓下調至978百帕。

### 熱帶氣旋比利（Billy）
3月11日，一個低壓在爪哇島以西方形成，美國海軍研究實驗室給予擾動編號90S。
3月13日下午2時，澳大利亞國家氣象局將其升格為熱帶性低氣壓，給予編號27U。
3月14日上午6時，聯合颱風警報中心將其升格為熱帶風暴，給予熱帶氣旋編號20S。
3月15日上午8時，澳大利亞國家氣象局將其升格為一級熱帶氣旋，並命名為比利（Billy）。
3月16日上午9時，澳大利亞氣象局將其降格為後熱帶氣旋。
事後澳大利亞國家氣象局發布的最佳路徑中，將其巔峰風速上調至50節（每小時95公里），氣壓下調至988百帕。
聯合颱風警報中心在10月28日發布的最佳路徑中，將其巔峰風速上調至65節（每小時120公里）。

### 強烈熱帶氣旋夏洛特（Charlotte）
3月17日，一個低壓在帝汶島附近形成，美國海軍研究實驗室給予擾動編號93S。晚間11時，澳大利亞國家氣象局將其升格為熱帶性低氣壓，給予編號28U。
3月20日晚間9時，聯合颱風警報中心將其升格為熱帶風暴，給予熱帶氣旋編號21S。
3月21日上午8時，澳大利亞國家氣象局將其升格為一級熱帶氣旋，並命名為夏洛特（Charlotte）。下午3時，澳大利亞國家氣象局將其升格為二級熱帶氣旋。
3月22日凌晨3時，聯合颱風警報中心將其升格為一級熱帶氣旋。凌晨4時，澳大利亞國家氣象局將其升格為三級強烈熱帶氣旋。上午9時，澳大利亞國家氣象局將其升格為四級強烈熱帶氣旋。同時，聯合颱風警報中心將其升格為二級熱帶氣旋。
3月23日凌晨3時，聯合颱風警報中心將其降格為一級熱帶氣旋。上午9時，澳大利亞國家氣象局將其降格為三級強烈熱帶氣旋。晚間9時，澳大利亞國家氣象局將其降格為二級熱帶氣旋。同時，聯合颱風警報中心將其降格為熱帶風暴。
3月24日上午8時，澳大利亞氣象局將其降格為後熱帶氣旋。同時，聯合颱風警報中心發布最終警告。

### 熱帶氣旋卡里姆（Karim）
5月4日，一個低壓在科科斯群島西北方形成，美國海軍研究實驗室給予擾動編號90S。
5月5日晚間7時，澳大利亞國家氣象局將其升格為熱帶性低氣壓，給予編號36U。
5月7日，系統離開澳大利亞國家氣象局責任範圍，因此改由留尼旺氣象部接續發報。
5月8日凌晨3時，澳大利亞國家氣象局判定中度熱帶風暴卡里姆已進入其責任區，並對其接續發報，評定之風速為40節(每小時75公里)，強度則是一級熱帶氣旋。
5月9日凌晨3時，澳大利亞國家氣象局將其升格為二級熱帶氣旋。
5月11日下午3時，澳大利亞氣象局將其降格為後熱帶氣旋。

## 未被國際命名的熱帶氣旋

### 熱帶低氣壓
11月4日，一個低壓在蘇門答臘島以西形成。
11月9日，澳大利亞國家氣象局將其升格為熱帶低氣壓。

### 熱帶低氣壓03U
11月22日，一個低壓在蘇門答臘島以西形成。中午12時，澳大利亞國家氣象局將其升格為熱帶低氣壓，給予編號03U。
11月23日上午8時，美國海軍研究實驗室給予擾動編號91S。

### 熱帶低氣壓06U
12月7日，一個低壓在阿拉弗拉海北部形成。
12月13日，澳大利亞國家氣象局將其升格為熱帶性低氣壓，給予編號06U。
12月15日，澳大利亞國家氣象局對其發出最後報告。

### 熱帶低氣壓
2021年12月28日，一個低壓在科科斯群島以西形成，美國海軍研究實驗室給予擾動編號98S。同日，澳大利亞國家氣象局將其升格為熱帶性低氣壓。
2022年1月3日，澳大利亞國家氣象局對其發出最後報告。

### 熱帶低氣壓11U
1月12日，一個低壓在聖誕島東南方形成。同日，澳大利亞國家氣象局將其升格為熱帶性低氣壓，給予編號11U。
1月14日，澳大利亞國家氣象局對其發出最後報告。

### 熱帶低氣壓
1月22日，一個低壓在帝汶海以北形成。下午2時，澳大利亞國家氣象局將其升格為熱帶低氣壓。
1月25日，澳大利亞國家氣象局對其發出最後報告。

### 熱帶低氣壓巴茲萊（Batsirai）
1月23日，一個低壓在科科斯群島以西形成，美國海軍研究實驗室給予擾動編號96S。晚間9時，澳大利亞國家氣象局將其升格為熱帶性低氣壓。

1月25日，系統離開澳大利亞國家氣象局責任範圍，因此改由留尼旺氣象部接續發報。
系統則在1月27日下午發展為中度熱帶風暴並被模里西斯氣象局命名為巴茲萊（Batsirai）。

### 熱帶低氣壓14U
1月30日，一個低壓在西澳州境內形成，美國海軍研究實驗室給予擾動編號99S。
2月1日下午3時，澳大利亞國家氣象局將其升格為熱帶性低氣壓，給予編號14U。

### 熱帶低氣壓16U
1月30日，一個低壓在威利斯島以東形成，美國海軍研究實驗室給予擾動編號98P。
1月31日下午3時，澳大利亞國家氣象局將其升格為熱帶性低氣壓，給予編號16U。
2月1日上午6時，聯合颱風警報中心將其升格為熱帶風暴，給予熱帶氣旋編號09P。
2月2日，系統離開澳大利亞國家氣象局責任範圍，因此改由斐濟氣象局接續發報。
聯合颱風警報中心在10月28日發布的最佳路徑中，將其巔峰風速上調至45節（每小時85公里）。

### 熱帶低氣壓17U
2月5日，一個低壓在聖誕島西南方形成，美國海軍研究實驗室給予擾動編號93S。下午2時，澳大利亞國家氣象局將其升格為熱帶性低氣壓，給予編號17U。
2月14日，美國海軍研究實驗室表示其已併入熱帶擾動96S環流之中。

### 熱帶低氣壓多維（Dovi）
2月5日，一個低壓在珊瑚海形成，美國海軍研究實驗室給予擾動編號92P。下午2時，澳大利亞國家氣象局將其升格為熱帶性低氣壓，給予編號18U。
2月7日，系統離開澳大利亞國家氣象局責任範圍，因此改由斐濟氣象局接續發報。

### 熱帶低氣壓非孜勒（Fezile）
2月11日，一個低壓在聖誕島東南方形成，美國海軍研究實驗室給予擾動編號95S。
2月13日，澳大利亞國家氣象局將其升格為熱帶性低氣壓，給予編號19U。
2月14日，美國海軍研究實驗室表示其已併入熱帶擾動97S的環流之中。
2月16日，系統離開澳大利亞國家氣象局責任範圍，因此留尼旺氣象部接續發報。
系統則在2月18日上午發展為中度熱帶風暴並被模里西斯氣象局命名為非孜勒（Fezile）。

### 熱帶低氣壓20U
2月17日，一個低壓在巴布亞紐幾內亞以南方形成。下午2時，澳大利亞國家氣象局將其升格為熱帶性低氣壓，給予編號20U。

### 熱帶低氣壓21U
2月23日，一個低壓在澳洲托列斯海峽形成，美國海軍研究實驗室給予擾動編號98P。
2月24日下午2時，澳大利亞國家氣象局將其升格為熱帶性低氣壓，給予編號21U。

### 熱帶低氣壓25U
2月24日，熱帶性低氣壓08離開留尼旺氣象部責任區進入澳洲海域。下午2時，澳大利亞國家氣象局將其升格為熱帶性低氣壓，給予編號25U。
2月26日下午3時，系統離開澳大利亞國家氣象局責任範圍，因此改由留尼旺氣象部接續發報。
聯合颱風警報中心在10月28日發布的最佳路徑中，將其在澳大利亞責任區內的風速上調至35節（每小時65公里）。

### 熱帶低氣壓26U
2月27日，一個低壓在聖誕島以東方形成，美國海軍研究實驗室給予擾動編號95S。下午2時，澳大利亞國家氣象局將其升格為熱帶性低氣壓，給予編號26U。
3月2日下午3時，聯合颱風警報中心將其升格為熱帶風暴，給予熱帶氣旋編號17S。

### 熱帶低氣壓30U
3月30日，一個低壓在聖誕島以東方形成，美國海軍研究實驗室給予擾動編號96S。
3月31日下午2時，澳大利亞國家氣象局將其升格為熱帶性低氣壓。

### 熱帶低氣壓29U
3月31日，一個低壓在珊瑚海以北方形成。晚間6時，澳大利亞國家氣象局將其升格為熱帶性低氣壓。

### 熱帶低氣壓
4月7日，一個低壓在珊瑚海以北形成，美國海軍研究實驗室給予擾動編號90P。
4月8日下午2時，澳大利亞國家氣象局將其升格為熱帶性低氣壓。

### 熱帶低氣壓33U
4月17日，一個低壓在阿拉弗拉海以東方形成，美國海軍研究實驗室給予擾動編號94P。中午12時，澳大利亞國家氣象局將其升格為熱帶性低氣壓，給予編號33U。

### 熱帶低氣壓34U
4月21日，一個低壓在聖誕島以北形成，美國海軍研究實驗室給予擾動編號98S。
4月23日上午9時，澳大利亞國家氣象局將其升格為熱帶性低氣壓，給予編號34U。
事後，聯合颱風警報中心將其巔峰強度提升至熱帶風暴，風速提升至45節（每小時85公里），但並未給予熱帶氣旋編號。
聯合颱風警報中心在10月15日時將其補上熱帶氣旋編號27S，並於10月28日發布的最佳路徑中，將其巔峰風速上調至50節（每小時95公里）。

### 熱帶低氣壓
5月27日，一個低壓在聖誕島西南方形成，美國海軍研究實驗室給予擾動編號92P。
5月28日下午2時，澳大利亞國家氣象局將其升格為熱帶性低氣壓。
5月30日凌晨3時，聯合颱風警報中心重新給予編號92S，並且判定為副熱帶風暴。

## 氣旋季影響
以下表格顯示了2021－2022年澳洲地區熱帶氣旋季的所有熱帶氣旋以及它們的登陸資料。在括號內的死亡人數屬於非直接，但仍與風暴有關的死亡。所有破壞及死亡數字都包括風暴在擾動及溫帶氣旋階段時的資料。
| 風暴名稱     | 持續日期                          | 最高強度         | 持續風速      | 氣壓         | 影響地區         | 損失 （美元） | 死亡人數 | 來源 |
| ------------ | --------------------------------- | ---------------- | ------------- | ------------ | ---------------- | ------------- | -------- | ---- |
| 無名         | 11月10日－11月14日                | 熱帶低氣壓       | 風力不詳      | 1006百帕斯卡 | 無               | 無            | 0        |      |
| 帕迪         | 11月17日－11月23日                | 一級熱帶氣旋     | 每小時75公里  | 992百帕斯卡  | 聖誕島           | 無            | 0        |      |
| 03U          | 11月22日－11月28日                | 熱帶低氣壓       | 風力不詳      | 1005百帕斯卡 | 無               | 無            | 0        |      |
| 特拉泰       | 11月30日－12月11日                | 一級熱帶氣旋     | 每小時65公里  | 998百帕斯卡  | 聖誕島           | 無            | 0        |      |
| 魯比         | 12月10日－12月13日 (離開澳洲海域) | 二級熱帶氣旋     | 每小時110公里 | 982百帕斯卡  | 所羅門群島       | 無            | 0        |      |
| 06U          | 12月13日－12月15日                | 熱帶低氣壓       | 風力不詳      | 1005百帕斯卡 | 無               | 無            | 0        |      |
| 賽斯         | 12月24日－1月6日                  | 二級熱帶氣旋     | 每小時110公里 | 983百帕斯卡  | 北領地、昆士蘭州 | 無            | 2        |      |
| 無名         | 12月28日－1月3日                  | 熱帶低氣壓       | 風力不詳      | 氣壓不詳     | 無               | 無            | 0        |      |
| 蒂芙尼       | 1月8日－1月12日                   | 二級熱帶氣旋     | 每小時95公里  | 989百帕斯卡  | 昆士蘭州、北領地 | >36,000       | 0        |      |
| 11U          | 1月12日－12月14日                 | 熱帶低氣壓       | 風力不詳      | 1008百帕斯卡 | 無               | 無            | 0        |      |
| 無名         | 1月22日－1月25日                  | 熱帶低氣壓       | 風力不詳      | 1005百帕斯卡 | 無               | 無            | 0        |      |
| 無名         | 1月23日－1月25日                  | 熱帶低氣壓       | 風力不詳      | 1003百帕斯卡 | 無               | 無            | 0        |      |
| 14U          | 2月1日－2月6日                    | 熱帶低氣壓       | 每小時45公里  | 1003百帕斯卡 | 西澳洲           | 無            | 0        |      |
| 16U          | 1月31日－2月2日                   | 熱帶低氣壓       | 每小時65公里  | 995百帕斯卡  | 無               | 無            | 0        |      |
| 17U          | 2月5日－2月14日                   | 熱帶低氣壓       | 每小時45公里  | 1004百帕斯卡 | 無               | 無            | 0        |      |
| 18U          | 2月5日－2月7日                    | 熱帶低氣壓       | 每小時55公里  | 1001百帕斯卡 | 無               | 無            | 0        |      |
| 19U          | 2月13日－2月16日                  | 熱帶低氣壓       | 風力不詳      | 999百帕斯卡  | 無               | 無            | 0        |      |
| 20U          | 2月17日－2月20日                  | 熱帶低氣壓       | 風力不詳      | 氣壓不詳     | 無               | 無            | 0        |      |
| 21U          | 2月24日－2月27日                  | 熱帶低氣壓       | 每小時45公里  | 氣壓不詳     | 無               | 無            | 0        |      |
| 弗農         | 2月23日－2月26日(離開澳洲海域)    | 四級強烈熱帶氣旋 | 每小時185公里 | 950百帕斯卡  | 無               | 無            | 0        |      |
| 阿尼卡       | 2月24日－3月3日                   | 二級熱帶氣旋     | 每小時95公里  | 978百帕斯卡  | 北領地、西澳洲   | 未知          | 0        |      |
| 25U          | 2月25日－2月27日(離開澳洲海域)    | 熱帶低氣壓       | 風力不詳      | 氣壓不詳     | 無               | 無            | 0        |      |
| 26U          | 2月27日－3月5日                   | 熱帶低氣壓       | 風力不詳      | 氣壓不詳     | 無               | 無            | 0        |      |
| 比利         | 3月13日－3月16日                  | 二級熱帶氣旋     | 每小時95公里  | 988百帕斯卡  | 北領地           | 無            | 0        |      |
| 夏洛特       | 3月17日－3月24日                  | 四級強烈熱帶氣旋 | 每小時165公里 | 956百帕斯卡  | 小巽他群島       | 無            | 0        |      |
| 29U          | 3月31日－4月2日                   | 熱帶低氣壓       | 風力不詳      | 氣壓不詳     | 無               | 無            | 0        |      |
| 30U          | 3月31日－4月2日                   | 熱帶低氣壓       | 每小時45公里  | 1004百帕斯卡 | 無               | 無            | 0        |      |
| 無名         | 4月8日－4月10日                   | 熱帶低氣壓       | 風力不詳      | 氣壓不詳     | 無               | 無            | 0        |      |
| 33U          | 4月17日－4月20日                  | 熱帶低氣壓       | 風力不詳      | 氣壓不詳     | 無               | 無            | 0        |      |
| 34U          | 4月23日－4月30日                  | 熱帶低氣壓       | 每小時75公里  | 996百帕斯卡  | 無               | 無            | 0        |      |
| 卡里姆       | 5月5日－5月12日                   | 二級熱帶氣旋     | 每小時100公里 | 982百帕斯卡  | 無               | 無            | 0        |      |
| 無名         | 5月28日－5月31日                  | 熱帶低氣壓       | 風力不詳      | 氣壓不詳     | 無               | 無            | 0        |      |
| 季節總結     |                                   |                  |               |              |                  |               |          |      |
| 33個熱帶系統 | 2021年11月10日－2022年5月31日     |                  | 每小時185公里 | 950百帕斯卡  |                  | >36,000       | 2        |      |

## 風暴名稱

### 雅加达热带气旋警告中心
如果一個熱帶氣旋在南緯0-10度和東經90-125度之間形成，雅加达热带气旋警告中心就會使用下列列表中的名字為它命名。
| Teratai           | Anggrek（未用） | Bakung（未用） | Cempaka（未用） | Dahila（未用） |
| Flamboyan（未用） | Kenanga（未用） | Lili（未用）   | Manggis（未用） | Seroja（未用） |

### 莫爾茲比港熱帶氣旋警告中心
如果一個熱帶氣旋在南緯0-約10度和東經約141-約160度之間形成，在巴布亞新幾內亞的莫爾茲比港熱帶氣旋警告中心就會為它命名。在此區形成的熱帶氣旋比較罕見，在2007年氣旋季後此區一直沒有熱帶氣旋形成。 此區的熱帶氣旋名字會在下列列表中隨機使用. 
| Hibu（未用） | Ila（未用）  | Kama（未用） | Lobu（未用） | Maila（未用） |
| Alu（未用）  | Buri（未用） | Dodo（未用） | Emau（未用） | Fere（未用）  |

### 澳大利亞國家氣象局
由2008–09年氣旋季開始，澳大利亞國家氣象局只會使用一個列表的名字為熱帶氣旋命名。但澳大利亞國家氣象局仍在珀斯、達爾文和布里斯本設熱帶氣旋警告中心。並監控在澳大利亞地區的熱帶氣旋和為在雅加達熱帶氣旋警告中心和莫爾茲比港熱帶氣旋警告中心地區形成的熱帶氣旋發出特別警告。橙色字體為下一個將會使用的名字。
| Paddy | Ruby      | Seth   | Tiffany       | Vernon         | Anika             |
| Billy | Charlotte | Darian | Ellie（未用） | Freddy（未用） | Gabrielle（未用） |

## 外部連結
- 澳大利亞國家氣象局（页面存档备份，存于）
- 美國聯合颱風警報中心（页面存档备份，存于）
- 雅加达热带气旋警告中心（页面存档备份，存于）
- 莫爾茲比港熱帶氣旋警告中心（页面存档备份，存于）